# Öxfirðingar

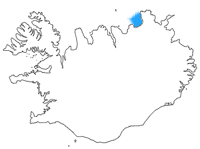
Öxarfjörður localizado sobre un mapa de Islandia.

Öxfirðingar (Öxfirdhingar, del nórdico antiguo: Clan del Hacha) fue un poderoso clan familiar de la Era vikinga durante el periodo de la Mancomunidad Islandesa, siglos IX y X, y tuvieron cierto protagonismo en la colonización islandesa en los tiempos de Árnsteinn Reistarsson. Dominaban Öxarfjörður, al norte de la isla. Su historia aparece principalmente en la saga de Njál, donde Bjarni Brodd-Helgason intercede por Flosi Þórðarson para apoyarle durante el Althing de 1012 por la quema y muerte de Njáll Þorgeirsson y los Öxfirðingar prometen apoyo a su causa.